# Tepito
Tepito ist ein Barrio in Mexiko-Stadt, das aus 72 Häuserblöcken besteht, in denen 120.000 Menschen leben. Das Barrio Tepito ist für seine Straßenmärkte berühmt und für seine hohe Kriminalitätsrate berüchtigt. Straßenkriminalität kommt sehr häufig vor. So gab es beispielsweise im Jahr 2006 in der Colonia Morelos, zu der das Barrio Tepito gehört, insgesamt 317 Überfälle auf Fußgänger. Bei den meisten handelte es sich um Taschendiebstähle. Das Stadtviertel ist aber auch dafür bekannt, dass viele der Auftragsmörder der mexikanischen Bandenkriege hier aufwuchsen.

## Lage
Das Barrio Tepito liegt etwa 1,5 km nördlich des Zócalo und gehört zum Bezirk Cuauhtémoc. Es wird begrenzt durch die Straßen Eje 2 Norte (Canal de Norte) im Norden, Eje 1 Norte (Rayon) im Süden, Eje 1 Oriente (Avenida del Trabajo) im Osten und den Paseo de la Reforma im Westen. An der südlichen Grenze des Barrio Tepito befinden sich die Metro-Stationen Tepito (im Osten) und Lagunilla (zentral), die beide von der B-Linie bedient werden. Nur zwei Straßenblocks südlich befindet sich im Westen zudem die Station Garibaldi, die sowohl von der B-Linie als auch von der Linie 8 angefahren wird.

## Herkunft des Namens
Der Name Tepito leitet sich gemäß der gängigsten Interpretation aus dem aztekischen Wort Tepiton ab und bedeutet Klein. Nach Alonso de Molina bezieht sich dieser Begriff darauf, dass das kleine Viertel zu einer größeren Einheit gehört. Die häufigste Interpretation leitet den Begriff jedoch aus der doppelten Wortbezeichnung teocali-tepiton ab, was Kleiner Tempel bedeutet. Denn in den ersten Jahren nach der Eroberung Mexikos befand sich auf einem kleinen Platz namens Tepito, der heutigen Plaza de Fray Bartolomé de las Casas, ein kleiner Tempel, den die Indios Teocultepiton nannten und der von den spanischen Eroberern verkürzt Tepito genannt wurde. Dieser kleine Tempel vor den Toren der Stadt stand in relativ geringer Entfernung zum Großen Tempel der ehemaligen Aztekenhauptstadt Tenochtitlan.

## Ein armes Viertel

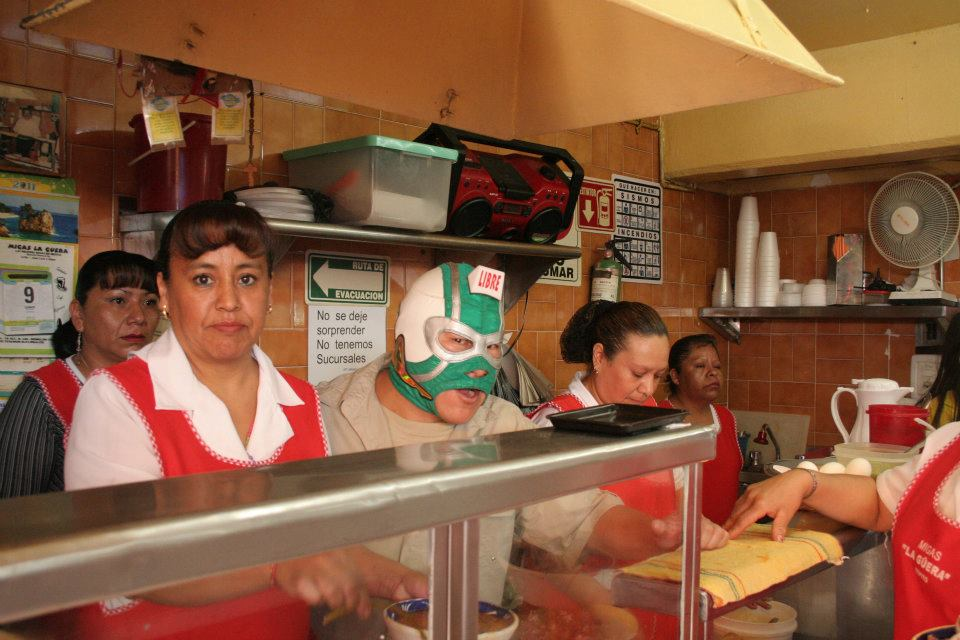
Laden in Tepito

Archäologische Funde belegen, dass schon in der vorspanischen Zeit die Bewohner Tepitos als arm galten und von der Fischerei und damit verbundenen Tätigkeiten am See lebten. Auch heute wird das Viertel noch immer von den ärmsten Bevölkerungsschichten bewohnt.
1945 beispielsweise galt Tepito als eines der am meisten heruntergekommenen Wohnviertel von ganz Mexiko. Die Häuser, meist nur armselige Buden mit einer Fläche von 13 bis 25 Quadratmeter, gebaut aus einfachsten Materialien und ohne sanitäre Anlagen, waren extrem verwahrlost. In diesen Behausungen lebten überwiegend gesellschaftliche Außenseiter wie Kriminelle, Alkoholiker und Prostituierte, wodurch das Viertel noch mehr in Verruf geriet.

## Der Markt von Tepito: Drogenhandel und Auftragskiller

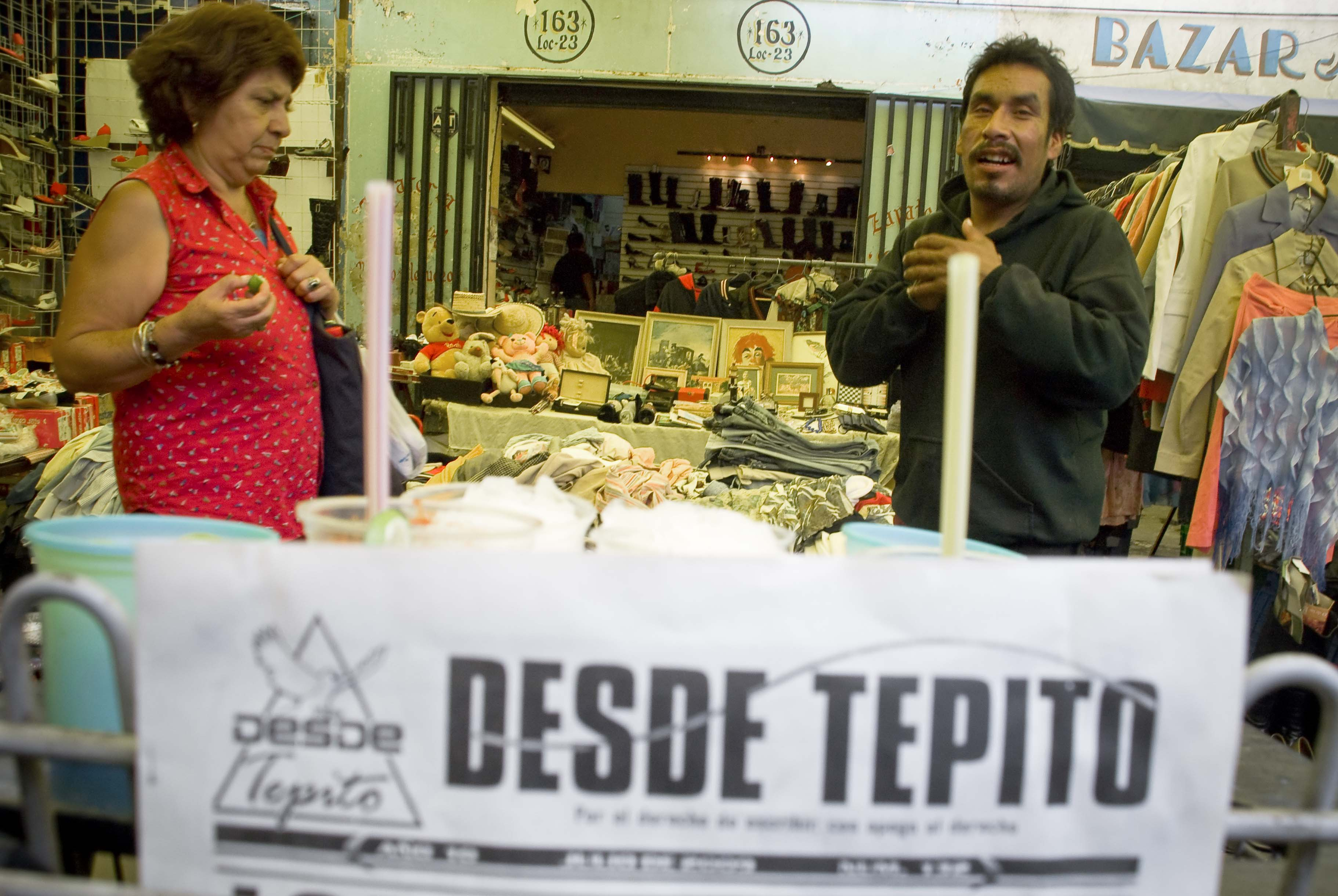
Marktstand in Tepito

Bereits in vorspanischer Zeit war Tepito nicht nur arm, sondern auch ein Markt der Armen, sozusagen deren Kleiderschrank. Seit jeher gab es hier den Handel und ein Teil der feilgebotenen Waren stammte aus Diebstählen.
Über die Jahre hinweg hat Tepito sich in einen großen Markt verwandelt. Doch aus dem ursprünglichen Markt für Kleidung und allgemeine Gebrauchsgegenstände wurde allmählich immer mehr ein Umschlagsplatz für Plagiate und Drogen. Es ist der Bereich der Fayuca: des Schmuggels und der Produktpiraterie, der längst einen größeren Teil ausmacht als der Handel mit legalen Waren. Die Fayuca hat wiederum den Drogenhandel nach sich gezogen und noch mehr organisierte Kriminalität angelockt. Bis zur Zerstörung von La Fortaleza, einem aus 144 Häusern bestehenden Block innerhalb von Tepito, im Februar 2007, wurden allein dort im Schnitt täglich acht Kilogramm Kokain und eine halbe Tonne Marihuana umgesetzt. Mit 12.000 Händlern ist das Viertel eines der Hauptumschlagsplätze für Produktpiraterie – Mexiko ist der weltweit drittgrößte Produzent solcher Güter – und eine der Hauptquellen des Schwarzgeldes, das unter anderem in die Bestechung und politische Korruption fließt. Das ganze System ist ohne politische Protektion nicht denkbar und einige der Hintermänner sitzen angeblich in der Stadtverwaltung von Mexiko-Stadt.
In dem Maße, wie es den Händlern gelang, wohlhabendere Kunden aus anderen Teilen der Stadt anzuziehen, stieg auch die Zahl der Taschendiebe. Dies wiederum fügte dem Ruf von Tepito erheblichen Schaden zu und sorgte dafür, dass die zuvor gewonnenen Kunden wieder wegblieben. Um dieses Problem in den Griff zu bekommen, haben die Tepiteños ihr eigenes Sicherheitsprogramm entwickelt. Wird ein Taschendieb entdeckt, ertönt ein Signal und es wird Jagd auf den Übeltäter gemacht. Bekommen die Jäger ihn zu fassen, rasieren sie ihm den Kopf kahl, entwenden seine Schuhe und jagen ihn davon. Seither sind die Taschendiebstähle merklich zurückgegangen.
Nicht umsonst hat Tepito den Spitznamen „Barrio Bravo“ (Wildes Viertel), weil es zu den gefährlichsten Gebieten von Mexiko-Stadt zählt. Das wohl gefährlichste Handelsgut von Tepito aber ist der Auftragsmord. Die gefürchteten mexikanischen Kartelle finden unter den zahlreichen jungen und perspektivlosen Tepiteños leicht Nachwuchs, den sie im Kampf gegen andere Banden oder die Polizei einsetzen. Oft beginnt die „Karriere“ eines jungen Mannes aus Tepito mit Raub und endet als Auftragskiller.

## Verehrung von Santa Muerte
Traditionell wurde der Kult um Santa Muerte nur im Privatbereich betrieben. Seine öffentliche Zelebrierung entstand erst 1997 durch die Aufstellung einer lebensgroßen Statue auf einem privaten Grundstück in Tepito. Die Figur wurde schnell zum Wallfahrtsort für Anhänger dieser religiösen Bewegung, die von der offiziellen katholischen Kirche nicht anerkannt wird. Seither hat sich die Verehrung für Santa Muerte überall in Mexiko ausgebreitet und alljährlich pilgern am Vortag des Dia de los Muertos Tausende von Gläubigen zu der in Tepito aufgestellten Heiligenfigur.

## Kunst und Kultur
1951 wurde die Kunstgalerie José María Velasco eröffnet, deren Ausstellungen sich dem Alltagsleben in Tepito widmen. Sie will in erster Linie aufzeigen, dass das Viertel mehr zu bieten hat als Produktpiraterie und Drogen.
Eine ihrer Ausstellungen fand 2006 unter der Bezeichnung Tepito ¡Bravo el barrio! (Tepito, das wilde Viertel) statt und zeigte zahlreiche Fotografien des Viertels.
In einer weiteren Ausstellung mit dem Titel Dos Filos wurden einige der wichtigsten Text- und Bildveröffentlichungen zu Tepito zusammengetragen. Sie sollte verdeutlichen, dass es in Tepito nicht nur Kriminalität und Armut, sondern auch Kultur gibt. Ein Teil der in dieser Ausstellung verwendeten Textbeiträge stammte aus Beiträgen lokaler Zeitungen und Zeitschriften, die in Tepito herausgegeben werden. So wie zum Beispiel die von dem in Tepito geborenen Schriftsteller Fernando Cesár Ramírez gegründete und herausgegebene Zeitschrift Desde el zaguán, die Raum für Hobbyautoren lässt, um deren Geschichten aus dem Viertel zu veröffentlichen. Zu den weiteren wichtigen Medien des Viertels gehören El ñero, Desde Tepito, Tepito y Anexas, Tepito crónico und La enredadera.
Der mexikanische Regisseur Daniel Giménez Cacho startete in Tepito ein Theaterprojekt, bei dem die Anwohner in die Aufführungen eingebunden waren. Dazu produzierte Giménez Cacho die Fernsehserie "Safari en Tepito". Im August 2016 besuchte Ai Weiwei das Viertel.

## Berühmte Bewohner

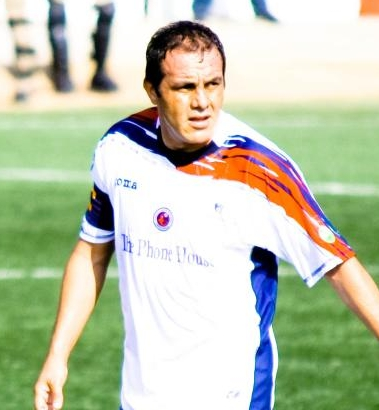
Der langjährige Fußballnationalspieler Cuauhtémoc Blanco wuchs in Tepito auf.

Es dürfte nicht verwundern, dass ein Viertel, in dem man sich durchschlagen muss, einige Weltklasseboxer hervorgebracht hat. So wurden die beiden ehemaligen Boxweltmeister Rodolfo Martínez und Carlos Zárate ebenso in Tepito geboren wie der legendäre Kid Azteca (eigentlich Luis Villanueva), einer von wenigen Boxern, der seinen Beruf über vier Dekaden hinweg ausübte. Dem Letztgenannten zu Ehren wurde der in Tepito ansässige Sportverein Deportivo Kid Azteca benannt. Die Boxweltmeister Raúl „el Ratón“ Macías und Rubén „Púas“ Olivares wurden zwar nicht in Tepito geboren, erhielten in dem Viertel aber ihre sportliche Ausbildung. Macias setzte sich selbst ein Denkmal durch seine unsterblichen Worte: „Alles verdanke ich meinem Manager und der Jungfrau von Guadalupe.“
Ferner wurden unter anderem der Wrestler Místico und der mexikanische Fußballnationalspieler Bernardo Hernández, der während seiner gesamten Laufbahn beim Club Atlante unter Vertrag stand, in Tepito geboren. Außerdem wuchsen der 121-fache Nationalspieler Cuauhtémoc Blanco und der Schauspieler Cantinflas in Tepito auf. Vor Beginn ihrer erfolgreichen Karriere als Sängerin lebte Paquita la del Barrio in den frühen 1970er Jahren ebenfalls in Tepito.